# جان وایتلاک
جان وایتلاک (انگلیسی: John Whitelocke؛ ۱۷۵۷ – ۲۳ اکتبر ۱۸۳۳) فرد نظامی اهل پادشاهی متحد بریتانیای کبیر و ایرلند بود.